# Botești (okręg Temesz)
Boteşti – wieś w Rumunii, w okręgu Temesz, w gminie Bârna. W 2011 roku liczyła 92 mieszkańców.